# Église Saint-Nicolas-des-Champs
De Église Saint-Nicolas-des-Champs (Sint-Nicolaas-van-de-Veldenkerk) is een rooms-katholieke kerk in de Franse hoofdstad Parijs, gesitueerd aan de Rue Saint-Martin in het 3e arrondissement. Het gebouw werd voltooid in 1613.

## Geschiedenis
De bouw van de Saint-Nicolas begon in 1420, in de flamboyant gotische stijl die ook de andere Parijse kerken uit die tijd kenmerkt (de Saint-Germain-l'Auxerrois, de Saint-Séverin, de Saint-Merri etc.) De voorkant, traveeën, de zijbeuk aan de zuidzijde en twee etages van de klokkentoren van de huidige kerk dateren uit die tijd. Tussen 1576 en 1587 werd de kerk vergroot, onder leiding van de architect Jean de Froncières. Daarnaast werd het schitterende portaal aan de zuidkant gebouwd, met tekeningen van Philibert Delorme. De beeldhouwwerken in het midden zijn van de hand van Philippe De Buyster.
Tussen 1613 en 1615 worden het priesterkoor, de laatste traveeën en de dubbele rondgang met twaalf kapellen gebouwd. Later wordt de klokkentoren een etage verhoogd. Aan het eind van de 18e eeuw wordt de kerk gesloten en omgebouwd tot een tempel ter ere van het huwelijk en de trouw. Veel kunstwerken worden verkocht, maar enkele (waaronder werken van Claude Vignon, Georges Lallemant, Quentin Varin en Jacques Stella) blijven behouden. Na in 1802 zijn oude bestemming te hebben teruggekregen wordt het gebouw tussen 1823 en 1829 in ere hersteld. Er worden vele nieuwe kunstwerken toegevoegd. De geleerde Guillaume Budé, de wiskundige en filosoof Pierre Gassendi, de schilder François Milé en Madeleine de Scudéry zijn begraven in de Saint-Nicolas.
De kerk is aangesloten bij de Gemeenschap Emmanuel.

### Orgels
Sinds 1418 is de kerk in het bezit van een orgel. De orgelkast, gebouwd tussen 1587 en 1613, werd meerdere keren aangepast en vergroot, onder andere door de beroemde orgelbouwer Clicquot. Het huidige instrument dateert deels uit de 17e eeuw, deels uit de 18e eeuw (Clicquot) en deels uit de 20e eeuw.